# Giampiero Moretti
Giampiero Moretti (20 de marzo de 1940 - 14 de enero de 2012) fue un piloto y empresario automovilístico italiano, fundador de la empresa MOMO, fabricante de accesorios para el automóvil. 

## Empresario
Giampiero Moretti procedía de una rica familia milanesa. Con la ayuda financiera y la seguridad de su familia, fundó una empresa a principios de la década de 1960 que se especializó en la producción de volantes para deportes del motor: MOMO. El nombre está compuesto por las dos primeras letras del apellido Moretti y las dos primeras letras del nombre de la localidad de Monza (los volantes especiales se fabricarían cerca del Autodromo Nazionale di Monza). La conexión entre MOMO y la Scuderia Ferrari, iniciada por el entonces director de carreras de Ferrari, Eugenio Dragoni, fue uno de los factores decisivos para el éxito de la compañía. Enzo Ferrari quería volantes de cuero para el Ferrari 158 de Fórmula 1 de 1964, que finalmente fueron suministrados por Giampiero Moretti. 
En la década de 1980, la empresa se expandió y comenzó a suministrar volantes en el mercado estadounidense. Moretti siguió siendo director gerente de la empresa hasta su muerte en enero de 2012. 

## Carrera en el automovilismo
Giampiero Moretti comenzó su carrera deportiva en 1961 en pruebas de montaña disputadas en Italia. A principios de la década de 1960 se convirtió en piloto oficial de Bizzarrini, compitiendo con los vehículos diseñados por Giotto Bizzarrini. Celebró sus primeros éxitos internacionales en 1969. En la Targa Florio (formando pareja con Everardo Ostini), terminó décimo en la clasificación general al volante de un Porsche 911T, y obtuvo un cuarto puesto con un Porsche 907 en las 6 Horas de Vila Real. Su compañero de equipo era su viejo amigo Corrado Manfredini.
En 1970 compró un Ferrari 512S, con el que Moretti y Manfredini compitieron en el Campeonato Campeonato Mundial de Sport Prototipos de 1970. En las 24 Horas de Daytona de aquel año, el dúo tuvo que retirarse después de sufrir daños en la suspensión. Unas semanas más tarde, el coche quedó casi completamente destruido durante unas pruebas de conducción, pero con la ayuda técnica de Ferrari, el vehículo fue completamente reparado para los 1000 km de Monza. En esta carrera de larga distancia, lograron el noveno lugar de la clasificación general. Moretti también celebró dos victorias en carreras con Ferrari aquel año; en mayo ganó la subida de la colina de Trieste a Opicina, prueba del campeonato italiano de coches deportivos, y en septiembre la carrera de las 200 millas de Fuji. En 1970 también hizo su debut en las 24 Horas de Le Mans, donde su Ferrari 512S corrió para la Scuderia Filipinetti. La carrera terminó prematuramente para Moretti y Manfredini después de una avería en el eje de transmisión. 
Por razones profesionales, su actividad en las carreras disminuyó a lo largo de la década de 1970. 

### Series IMSA-GTO e IMSA-GTP
En 1978 su carrera se reanudó. Moretti se unió a la serie IMSA GT como piloto y director de equipo, principalmente por motivos publicitarios. El mercado estadounidense era sumamente interesante para su empresa. Los primeros años que disputó las carreras con un Porsche 935, su compañero de equipo fue el estadounidense Hurley Haywood. En el segundo año de la serie IMSA GTP, en 1982, cambió de coche, utilizando un March 82G. También compitió en Europa con Porsche. Disputó carreras en el campeonato alemán, y junto a Mauro Baldi, obtuvo el séptimo puesto en la carrera de los 1000 km de Spa, octavo en los 1000 km de Mugello, y quinto en las 9 horas de Kyalami. 
En 1983 estuvo cerca de ganar su primera carrera en la serie IMSA al volante de un Jaguar XJR-5, cuando fue derrotado solo por Bob Tullius y Doc Bundy en las 500 millas de Pocono. Su compañero en esta carrera fue el sudafricano Sarel van der Merwe. Hasta finales de la década de 1980, conducía casi exclusivamente en Estados Unidos. A partir de 1989 pilotó un Porsche 962, con el que también apareció ocasionalmente en las interseries europeas. 
Sus mayores éxitos llegaron con un coche de carreras desarrollado y construido por iniciativa suya: el Ferrari 333 SP. Desde 1994 se convirtió en el coche a batir en la serie IMSA, y celebró una gran cantidad de victorias en carreras con Eliseo Salazar, Wayne Taylor y Massimiliano Papis. Su mayor éxito internacional se remonta a 1998, cuando ganó las 24 Horas de Daytona y las 12 Horas de Sebring. Su última victoria coincidió con su última carrera como piloto: con Didier Theys y Mauro Baldi ganó en agosto de 1998 las 6 Horas de Watkins Glen.

## Estadísticas

### Resultados en Le Mans
| Año  | Equipo               | Vehículo      | Compañero de equipo   | Compañero de equipo | Posición  | Avería                       |
| ---- | -------------------- | ------------- | --------------------- | ------------------- | --------- | ---------------------------- |
| 1970 | Scuderia Filipinetti | Ferrari 512S  | Corrado Manfredini    |                     | Abandono  | Eje de transmisión           |
| 1990 | MOMO Gebhardt Racing | Porsche 962C  | Reino UnidoNick Adams | Günther Gebhardt    | Abandono  | Rotura de la caja de cambios |
| 1997 | Moretti Racing Inc.  | Ferrari 333SP | Didier Theys          | Massimiliano Papis  | Puesto 6  |                              |
| 1998 | Moretti Racing Inc.  | Ferrari 333SP | Didier Theys          | Mauro Baldi         | Puesto 14 |                              |

### Resultados en Sebring
| Año  | Equipo               | Vehículo      | Compañero de equipo        | Compañero de equipo | Compañero de equipo | Posición    | Avería           |
| ---- | -------------------- | ------------- | -------------------------- | ------------------- | ------------------- | ----------- | ---------------- |
| 1979 | Desperado Racing     | Porsche 935   | Clif Kearns                |                     |                     | Abandono    | Sin gasolina     |
| 1980 | Electrodyne Moretti  | Porsche 935J  | Giorgio Pianta             | Renzo Zorzi         |                     | Abandono    | Rotura del motor |
| 1981 | Momo Penthouse       | Porsche 935J  | Mauricio de Narváez        | Charles Mendez      |                     | Posición 6  |                  |
| 1986 | Momo Joest Racing    | Porsche 962   | Randy Lanier               | Louis Krages        |                     | Abandono    | Rotura del motor |
| 1988 | Momo Racing          | March 86G     | Michael Roe                |                     |                     | Abandono    | Rotura del motor |
| 1989 | Momo Gebhardt Racing | Porsche 962   | Michael Roe                | Massimo Sigala      | Derek Bell          | Posición 4  |                  |
| 1991 | Momo Gebhardt Racing | Porsche 962C  | Hellmut Mundas             | Stanley Dickens     |                     | Posición 10 |                  |
| 1992 | Joest Racing         | Porsche 962C  | Oscar Larrauri             | Massimo Sigala      |                     | Posición 3  |                  |
| 1993 | Momo                 | Nissan NPT-90 | John Paul junior           | Derek Bell          |                     | Posición 2  |                  |
| 1995 | Momo                 | Ferrari 333SP | Wayne Taylor               | Didier Theys        |                     | Posición 33 |                  |
| 1996 | Momo Corse           | Ferrari 333SP | Massimiliano Papis         | Didier Theys        |                     | Posición 3  |                  |
| 1997 | Momo Racing          | Ferrari 333SP | Antônio de Azevedo Hermann | Didier Theys        | Andrea Montermini   | Abandono    | Accidente        |
| 1998 | Momo Doran Racing    | Ferrari 333SP | Mauro Baldi                | Didier Theys        |                     | 1° General  |                  |

### Resultados individuales en el Campeonato Mundial de Deportivos
| Temporada | Equipo                                                      | Automóvil                  | 1   | 2   | 3   | 4   | 5   | 6   | 7   | 8   | 9   | 10  | 11            | 12  | 13  | 14  | 15  | 16  | 17  | 18  | 19  | 20  |
| --------- | ----------------------------------------------------------- | -------------------------- | --- | --- | --- | --- | --- | --- | --- | --- | --- | --- | ------------- | --- | --- | --- | --- | --- | --- | --- | --- | --- |
| 1965      | Scuderia St. Ambroeus                                       | Abarth-Simca 1300 Bialbero | DAY | SEB | BOL | MON | MON | RTT | TAR | SPA | NÜR | MUG | ROS           | LEM | REI | BOZ | FRE | CCE | OVI | NÜR | BRI | BRI |
| 1965      | Scuderia St. Ambroeus                                       | Abarth-Simca 1300 Bialbero | RET |     |     |     |     |     |     |     |     |     |               |     |     |     |     |     |     |     |     |     |
| 1969      | Everardo Ostini Scuderia Picchio Rosso                      | Porsche 911 Porsche 907    | DAY | SEB | BRH | MON | TAR | SPA | NÜR | LEM | WAT | ZEL |               |     |     |     |     |     |     |     |     |     |
| 1969      | Everardo Ostini Scuderia Picchio Rosso                      | Porsche 911 Porsche 907    |     |     |     |     | 10  |     |     |     |     | RET |               |     |     |     |     |     |     |     |     |     |
| 1970      | Squadra Picchio-Rosso Antonio Nicodemi Scuderia Filipinetti | Ferrari 512S Porsche 907   | DAY | SEB | BRH | MON | TAR | SPA | NÜR | LEM | WAT | ZEL |               |     |     |     |     |     |     |     |     |     |
| 1970      | Squadra Picchio-Rosso Antonio Nicodemi Scuderia Filipinetti | Ferrari 512S Porsche 907   | RET |     |     | 9   | 12  |     |     | RET |     |     |               |     |     |     |     |     |     |     |     |     |
| 1971      | Herbert Müller Ugo Locatelli                                | Ferrari 512S AMS           | BUA | DAY | SEB | BRH | MON | SPA | TAR | NÜR | LEM | ZEL | WAT           |     |     |     |     |     |     |     |     |     |
| 1971      | Herbert Müller Ugo Locatelli                                | Ferrari 512S AMS           |     |     |     |     | 8   |     | RET |     |     |     |               |     |     |     |     |     |     |     |     |     |
| 1972      | Ecurie Bonnier                                              | Lola T212                  | BUA | DAY | SEB | BRH | MON | SPA | TAR | NÜR | LEM | ZEL | WAT           |     |     |     |     |     |     |     |     |     |
| 1972      | Ecurie Bonnier                                              | Lola T212                  | RET |     |     |     |     |     |     |     |     |     |               |     |     |     |     |     |     |     |     |     |
| 1973      | Momo                                                        | De Tomaso Pantera          | DAY | VAL | DIJ | MON | SPA | TAR | NÜR | LEM | ZEL | WAT |               |     |     |     |     |     |     |     |     |     |
| 1973      | Momo                                                        | De Tomaso Pantera          | RET |     |     |     |     |     |     |     |     |     |               |     |     |     |     |     |     |     |     |     |
| 1974      | Jolly Club Switzerland                                      | Lola T294                  | MON | SPA | NÜR | IMO | LEM | ZEL | WAT | LEC | BRH | KYA |               |     |     |     |     |     |     |     |     |     |
| 1974      | Jolly Club Switzerland                                      | Lola T294                  |     |     |     |     |     |     | RET |     |     |     |               |     |     |     |     |     |     |     |     |     |
| 1977      | Jolly Club                                                  | Porsche 934                | DAY | MUG | DIJ | MON | SIL | NÜR | VAL | PER | WAT | EST | LEC           | MOS | IMO | SAL | BRH | HOK | VAL |     |     |     |
| 1977      | Jolly Club                                                  | Porsche 934                |     |     |     |     | 7   |     |     |     |     |     | 14            |     |     |     |     |     | RET |     |     |     |
| 1978      | Electrodyne Inc.                                            | Porsche 935                | DAY | SEB | MUG | TAL | DIJ | SIL | NÜR | LEM | MIS | DAY | WAT           | VAL | ROD |     |     |     |     |     |     |     |
| 1978      | Electrodyne Inc.                                            | Porsche 935                | RET |     |     |     |     |     |     |     |     |     |               |     |     |     |     |     |     |     |     |     |
| 1979      | Jolly Club Desperado Racing Electrodyne                     | Porsche 935                | DAY | SEB | MUG | TAL | DIJ | RIV | SIL | NÜR | LEM | PER | DAY           | WAT | SPA | BRH | ROA | VAL | ELS |     |     |     |
| 1979      | Jolly Club Desperado Racing Electrodyne                     | Porsche 935                | 45  | RET |     |     |     | RET |     |     |     |     |               |     |     |     |     |     |     |     |     |     |
| 1980      | Electrodyne                                                 | Porsche 935                | DAY | BRH | SEB | MUG | MON | RIV | SIL | NÜR | LEM | DAY | WAT           | SPA | MOS | ROA | VAL | DIJ |     |     |     |     |
| 1980      | Electrodyne                                                 | Porsche 935                | 59  |     | RET |     |     | RET |     |     |     |     | RET           |     |     | 15  |     |     |     |     |     |     |
| 1981      | Momo                                                        | Porsche 935                | DAY | SEB | MUG | MON | RIV | SIL | NÜR | LEM | PER | DAY | WAT           | SPA | MOS | ROA | BRH |     |     |     |     |     |
| 1981      | Momo                                                        | Porsche 935                | RET | 6   |     |     | 14  |     |     |     |     |     | 6             |     | RET | 5   |     |     |     |     |     |     |
| 1982      | Momo Giampiero Moretti                                      | Porsche 935                | MON | SIL | NÜR | LEM | SPA | MUG | FUJ | BRH |     |     |               |     |     |     |     |     |     |     |     |     |
| 1982      | Momo Giampiero Moretti                                      | Porsche 935                |     | 7   |     |     | 7   | 8   |     |     |     |     |               |     |     |     |     |     |     |     |     |     |
| 1988      | Memorex Telex Racing Team                                   | Porsche 962                | JER | JAR | MON | SIL | LEM | BRÜ | BRH | NÜR | SPA | FUJ | Australia SAN |     |     |     |     |     |     |     |     |     |
| 1988      | Memorex Telex Racing Team                                   | Porsche 962                |     |     |     |     |     |     | RET |     |     |     |               |     |     |     |     |     |     |     |     |     |
| 1991      | Joest Racing                                                | Porsche 962                | SUZ | MON | SIL | LEM | NÜR | MAG | MEX | AUT |     |     |               |     |     |     |     |     |     |     |     |     |
| 1991      | Joest Racing                                                | Porsche 962                |     |     |     | 5   |     |     |     |     |     |     |               |     |     |     |     |     |     |     |     |     |